# Velicsko Csolakov
Velicsko Csolakov, bolgárul: Величко Чолаков (Szmoljan, 1982. január 12. – Szmoljan, 2017. augusztus 20.) Európa-bajnok, olimpiai bronzérmes bolgár súlyemelő.

## Pályafutása
A 2004-es athéni olimpián bronzérmet szerzett. A 2008-as pekingi olimpia előtt a doppingvizsgálata pozitív eredményt hozott további tíz bolgár súlyemelővel együtt. Emiatt a Bolgár Súlyemelő-szövetség a teljes válogatott részére lemondta a részvételt a pekingi tornán. A 2012-es londoni olimpián már azeri színekben indult volna, de egészségi problémák miatt erre nem került sor. Egy világbajnoki ezüst- és egy-egy Európa-bajnoki arany- illetve ezüstérmet nyert pályafutása során.

## Sikerei, díjai
- Olimpiai játékok
  - bronzérmes: 2004, Athén (+ 105 kg)
- Világbajnokság
  - ezüstérmes: 2003, Vancouver (+ 105 kg)
- Európa-bajnokság
  - aranyérmes: 2004, Kijev
  - ezüstérmes: 2006 Władysławowo